# ضاحية إيغانغا
ضاحية إيغانغا هي ضاحية في المنطقة الشرقية من أوغندا. مدينة إيغانغا هي موقع مقر المقاطعة.

## الموقع
يحد ضاحية إيغانغا ضاحية كاليرو في الشمال، وضاحية ناموتومبا إلى الشمال الشرقي، وضاحية بوجيري إلى الشرق، ضاحية مايوج إلى الجنوب، ضاحية جينجا إلى الجنوب الغربي، وضاحية لوكا إلى الغرب. يقع مقر الضاحية في إيغانغا على بعد حوالي 44 كيلومتر (27 ميل)، شمال شرق جينجا، أكبر مدينة في منطقة بوسوغا.

## تعداد السكان
في عام 1991 قدّر التعداد السكاني الوطني عدد سكان المقاطعة بحوالي 235300 نسمة. قدر التعداد السكاني الوطني لعام 2002 عدد سكان المقاطعة بحوالي 335.500 نسمة. يقدر معدل النمو السكاني السنوي في المنطقة بـ 3.5٪. في عام 2012، قدّر عدد سكان ضاحية إيغانغا بحوالي 499600 نسمة.

## الدين
يوجد في منطقة إيغانغا أعلى نسبة من المسلمين في أوغندا.

## روابط خارجية
- كيتجوم وإيغانغا تقودان في حمل الأطفال - تقرير